# Betty i drömmarnas land
Betty i drömmarnas land är en tecknad kortfilm från 1934 med Betty Boop. Filmen är baserad på böckerna Alice i Underlandet och Alice i Spegellandet av Lewis Carroll.

## Handling
Betty lägger ett pussel med Alice och Den vita kaninen, men somnar medan hon lägger pusslet. Sedan drömmer hon att hon möter kaninen och de andra figurerna från böckerna.

## Rollista
- Mae Questel – Betty Boop[1]